# ترول في سنترال بارك (فلم)
ترول في سنترال بارك (بالإنجليزية: A Troll in Central Park) (تم إصداره في بعض الدول باسم ستانلي ماجيك جاردن) هو فيلم رسوم متحركة كوميدي موسيقي أمريكي تم إصداره عام 1994 من إخراج دون بلوث وجاري غولدمان

## القصة
قزم ودود يدعى زهران يحب الورود والأزهار والإخضرار ويمتلك إصبعاً مميزاً أخضر اللون وعندما يلمس به الأرض أو أسطح تخرج منها ورود وأعشاب ويحولها إلى حديقة مزهرة.زهران يعيش في قرية حاكمتها تكره الورود وكل شيء مخضر وتحب الحقد والكراهية ونشر التعاسة لذلك منعت من زراعة الورود والأشجار في القرية وكل من يخالف أوامرها تسجنه أو يتم نفيه.زهران كان يعتني بالورود والأزهار داخل منزله سراً وبينما كان يسقي الورود إذ بوردة كبرت ووظهرت من أعلى المنزل فرآها حراس الحاكمة الشريرة شعشبونة وتم القبض عليه بتهمة الاعتناء بالأزهاروعند محاكمته قررت شعشبونة نفيه إلى الأرض.

## روابط خارجية
- ترول في سنترال بارك على موقع IMDb (الإنجليزية)
- ترول في سنترال بارك على موقع روتن توميتوز (الإنجليزية)
- ترول في سنترال بارك على موقع نتفليكس (الإنجليزية)
- ترول في سنترال بارك على موقع ألو سيني (الفرنسية)
- ترول في سنترال بارك على موقع Turner Classic Movies (الإنجليزية)
- ترول في سنترال بارك على موقع أول موفي (الإنجليزية)
- ترول في سنترال بارك على موقع بوكس أوفيس موجو (الإنجليزية)
- ترول في سنترال بارك على موقع فيلمافينيتي (الإسبانية)
- ترول في سنترال بارك على موقع قاعدة بيانات الفيلم (الإنجليزية)
- ترول في سنترال بارك على موقع ليتربوكسد (الإنجليزية)